# Easternijtsjerk
Easternijtsjerk  (oder einfach Nijtsjerk, niederländisch Oosternijkerk) ist ein Dorf in der Gemeinde Noardeast-Fryslân in der niederländischen Provinz Friesland. Es hatte 930 Einwohner im Jahre 2024.
Um eine Verwechslung mit dem Weiler Nijkerk in Ferwerderadiel zu vermeiden, wurde das Dorf Nijkerk in Noardeast-Fryslân (damals Teil der Gemeinde Dongeradeel) in Oosternijkerk umbenannt und der gleichnamige Weiler in Ferwerderadiel Westernijkerk. Seit dem 1. Januar 2023 ist der friesische Name Easternijtsjerk der offizielle Name des Dorfes.

## Geschichte
Easternijtsjerk wurde anders als die meisten Dörfer der Region nicht auf einer Warft errichtet, sondern als Straßendorf im 11. Jahrhundert gegründet, nachdem die Deiche in diesem Gebiet angelegt waren. Die Eindeichungen wurden größtenteils von Klöstern unternommen, weil sie in dieser Gegend über großen Landbesitz verfügten.

## Persönlichkeiten
- Willem van der Woude (1876–1974), Mathematiker